# Peter Simon Pallas
Peter Simon von Pallas (ur. 22 września 1741 w Berlinie, zm. 8 września 1811 tamże) – zoolog i botanik niemiecki, działający głównie w Rosji.

## Życiorys
Ojciec jego był lekarzem w Berlinie. Studiował w Halle i Getyndze medycynę i nauki biologiczne. Następnie udał się do Lejdy, gdzie powierzono mu uporządkowanie gabinetu historii naturalnej władcy Holandii. W rezultacie tej pracy opisał kilkanaście nowych gatunków kręgowców. Później pracował nad zbiorami zoologicznymi w Anglii. Badania te przyniosły mu europejską sławę. Planowana wyprawa badawcza do Afryki południowej i Indii Zachodnich nie doszła jednak do skutku, gdy ojciec wezwał go do powrotu do Berlina.
Jako wybitnego uczonego Katarzyna II Wielka zaprosiła go w 1767 do Rosji; został członkiem korespondentem Rosyjskiej Akademii Nauk w Petersburgu, a w 1768 – profesorem Uniwersytetu Petersburskiego. W latach 1768–1774 przedsięwziął, z polecenia Rosyjskiej Akademii Nauk trudną i niebezpieczną wyprawę do obszarów Uralu, stepów orenburskich i kirgiskich oraz Syberii: Ałtaj, okolice Kiachty, aż po Zabajkale i górny bieg Amuru. Droga powrotna wiodła przez Krasnojarsk, Tomsk, Tarę, Uralsk i stepy nadwołżańskie.
W roku 1777 został członkiem komisji, mającej dokonać pomiarów obszaru Rosji. W tym też czasie jego zainteresowania naukowe przesunęły się w kierunku botaniki. W 1785 został członkiem zwyczajnym Rosyjskiej Akademii Nauk w Petersburgu, zaś w 1787 został mianowany historiografem Kolegium Admiralicji.
W latach 1793–1794 badał tereny południowej Ukrainy i Krymu. Otrzymał rozległe dobra na południowym Krymie i od 1796 przebywał w Symferopolu; jednak wszedł w konflikt z miejscowymi Tatarami, opuścił Rosję i osiadł w Berlinie, którego uniwersytetowi ofiarował część swych zbiorów.
Był jednym z najwybitniejszych podróżników-naturalistów XVIII wieku. Prowadził badania geograficzne, geologiczne, paleontologiczne, zoologiczne i etnologiczne. Zebrał wielkie i o ogromnym znaczeniu naukowym kolekcje botaniczne, geologiczne i zoologiczne, które stały się podwaliną zbiorów biologicznych Rosyjskiej Akademii Nauk w Petersburgu.
Na jego cześć nazwano szereg gatunków zwierząt, a także grupę meteorytów – pallasyty.

## Publikacje
- Elenchus Zoophytorum, Haag 1766;
- Spicilegia zoologica, Berlin 1767-1780;
- Reise durch verschiedene Provinzen des Russischen Reichs in den Jahren 1768-1774, 3 t., Petersburg 1771-1776;
- Sammlungen historischer Nachrichten über die mongolischen Völkerschaften, 2 t., Petersburg 1776-1801;
- Novae species quadrupedum e glirium ordine, 1778;
- Bemerkungen auf einer Reise in die südlische Statthalterschaften des Russichen Reichs in den Jahren 1793-1794, 2 t., 1797-1801;
- Icones insectarum praecipue Russia Sibiriaque peculiarum, 2 cz. Erlangen 1781-1783 Flora rossica, 2 t., 1784-1788 (dzieło nieukończone);
- Linguarum totius orbis vocabularia comparativa, 2 t., Petersburg 1787-1789;
- Species Astragalorum, 13 zesz., Leipzig 1800-1804;
- Tableau physique et topographique de la Tauride, Petersburg 1795;
- Fauna asiatico-rossica, t. 1, 1811;
- Współpracował również z czasopismami naukowymi.